# Chilostigma itascae
Chilostigma itascae is een schietmot uit de familie Limnephilidae. De soort is alleen bekend uit de één mijl lange Nicollet Creek in de bovenloop van de Mississippi in Itasca State Park, Minnesota.